# 1881 у літературі

## Події
- Засновано видавництво С. Фішер.

## Твори
- «Піноккіо» — казка Карло Коллоді (перше окреме видання — 1883).
- Роберт Луїс Стівенсон почав друкувати «Острів скарбів».
- Марк Твен видав у Канаді книгу «Принц та жебрак».

## Народилися
- 27 березня — Аверченко Аркадій Тимофійович, російський письменник-сатирик і гуморист (помер у 1925).
- 10 жовтня — Абель Аларкон, болівійський політик, юрист, письменник, поет і перекладач.
- 15 жовтня — Пелем Ґренвіль Вудхауз (англ. Pelham Grenville Wodehouse), англійський письменник-гуморист і комедіограф (помер у 1975).
- 27 листопада — Йоель Лехтонен (фін. Joel Lehtonen), фінський письменник, поет, літературний критик (помер у 1934).
- 28 листопада — Стефан Цвейг (нім. Stefan Zweig), австрійський письменник (помер у 1942).

## Померли
- 9 лютого — Достоєвський Федір Михайлович, російський письменник (народився в 1821).
- Климкович Ксенофонт Григорович, галицький письменник (народився в 1835).